# Doryopteris raddiana
Doryopteris raddiana là một loài dương xỉ trong họ Pteridaceae. Loài này được Fée mô tả khoa học đầu tiên năm 1850.